# 摂津市立鳥飼小学校
摂津市立鳥飼小学校（せっつしりつ とりかい しょうがっこう）は、大阪府摂津市にある公立小学校。

## 沿革
明治時代初期に設置された小学校を起源とし、現在の摂津市の市域ではもっとも歴史の古い小学校となっている。
明治時代初期には複数の学校へ分離したが、その後1882年に統合し、島下郡公立鳥飼小学校となった。町村制による島下郡（のち三島郡）鳥飼村の発足により、鳥飼小学校は鳥飼村を校区とした。
明治時代には地域が淀川決壊による洪水に複数回見舞われたことや、1891年の濃尾地震による校舎被災など、自然災害によって長期休校や仮校舎での授業実施などの措置がとられたこともあった。
当初は尋常科のみの設置であったが、1908年に高等科を併設している。1922年には現在地（当時の住所表示：鳥飼村鳥飼下223番地）に移転している。
1934年9月21日の室戸台風では校舎が全壊し、児童1人が死亡する被害を受けた。
1941年には国民学校令により三島郡鳥飼国民学校に改編されたのち、1947年には学制改革により鳥飼村立小学校となった。また1947年以降学校敷地内に鳥飼村立中学校（三島町立三島中学校に統合し廃校）を併設したが、鳥飼村立中学校はのちに独立校舎に移転した。
1956年には鳥飼村などの町村合併により三島郡三島町が発足したことに伴い、三島町立鳥飼小学校へと改称している。三島町の発足後、従来の校区の一部を旧味生村の三島町立味生小学校（現在の摂津市立味生小学校）の校区へと変更している。
1970年代以降は地域の宅地化により児童数が増加したため、従来の校区を分離して鳥飼西（1974年）・鳥飼北（1982年）・鳥飼東（1984年）の3小学校が相次いで開校している。

### 年表
- 1874年（明治7年）3月20日 - 第四小区一番鳥飼小学校として創立。
- 1874年（明治7年） - 鳥飼第二小学校など地域に複数の小学校ができる。
- 1882年（明治15年）3月20日 - 島下郡鳥飼小学校に改編。
- 1890年（明治23年）9月 - 島下郡鳥飼尋常小学校に改称。
- 1891年（明治24年）10月28日 - 濃尾地震で校舎倒壊。
- 1895年（明治28年）6月1日 - 校舎を再建。
- 1896年（明治29年）4月 - 郡の合併により、三島郡鳥飼尋常小学校に改称。
- 1908年（明治31年） - 高等科を併設。三島郡鳥飼尋常高等小学校に改称。
- 1914年（大正3年）10月 - 旧校歌制定。
- 1922年（大正11年）6月3日 - 現在地に移転。
- 1934年（昭和9年）9月21日 - 室戸台風の暴風雨により木造校舎が倒壊、死傷者が出る[1]。
- 1941年（昭和16年）4月1日 - 国民学校令により、三島郡鳥飼国民学校に改称。
- 1947年（昭和22年）4月1日 - 学制改革により、鳥飼村立小学校に改称。
- 1947年（昭和22年）4月1日 - 敷地内に鳥飼村立中学校を併設。
- 1954年（昭和29年）8月1日 - 鳥飼村立中学校の移転に伴い、旧中学校校舎を小学校校舎として引き継ぐ。
- 1956年（昭和31年）9月30日 - 合併による三島町の発足により、三島町立鳥飼小学校に改称。
- 1957年（昭和32年） - 校区を一部変更。従来の校区の一部を、三島町立味生小学校校区へ分離編入。
- 1958年（昭和33年） - 校区を一部変更。従来の校区の一部を、味生小学校校区へ分離編入。
- 1963年（昭和38年）9月23日 - 現在の校歌を制定。
- 1966年（昭和41年）11月1日 - 摂津市の市制施行により、摂津市立鳥飼小学校に改称。
- 1970年（昭和45年）1月31日 - 大阪府教育委員会から、学校給食優良校の表彰を受ける。
- 1974年（昭和49年）4月1日 - 摂津市立鳥飼西小学校を分離。
- 1982年（昭和57年）4月1日 - 摂津市立鳥飼北小学校を分離。
- 1984年（昭和59年）4月1日 - 摂津市立鳥飼東小学校を分離。

## 卒業生
- 立浪和義 - 元プロ野球選手、中日ドラゴンズ監督[2][3]。1976年4月に入学[2]。

## 通学区域
- 摂津市 鳥飼上1丁目、鳥飼中1丁目、鳥飼下1-3丁目

卒業生は、摂津市立鳥飼東小学校の卒業生とともに、同市の摂津市立第五中学校に進学する。

## 交通
- 近鉄バス 鳥飼中一丁目バス停、鳥飼五久バス停。
- 大阪モノレール 南摂津駅 北東へ約2.6km。